# Castillo de Ouguela

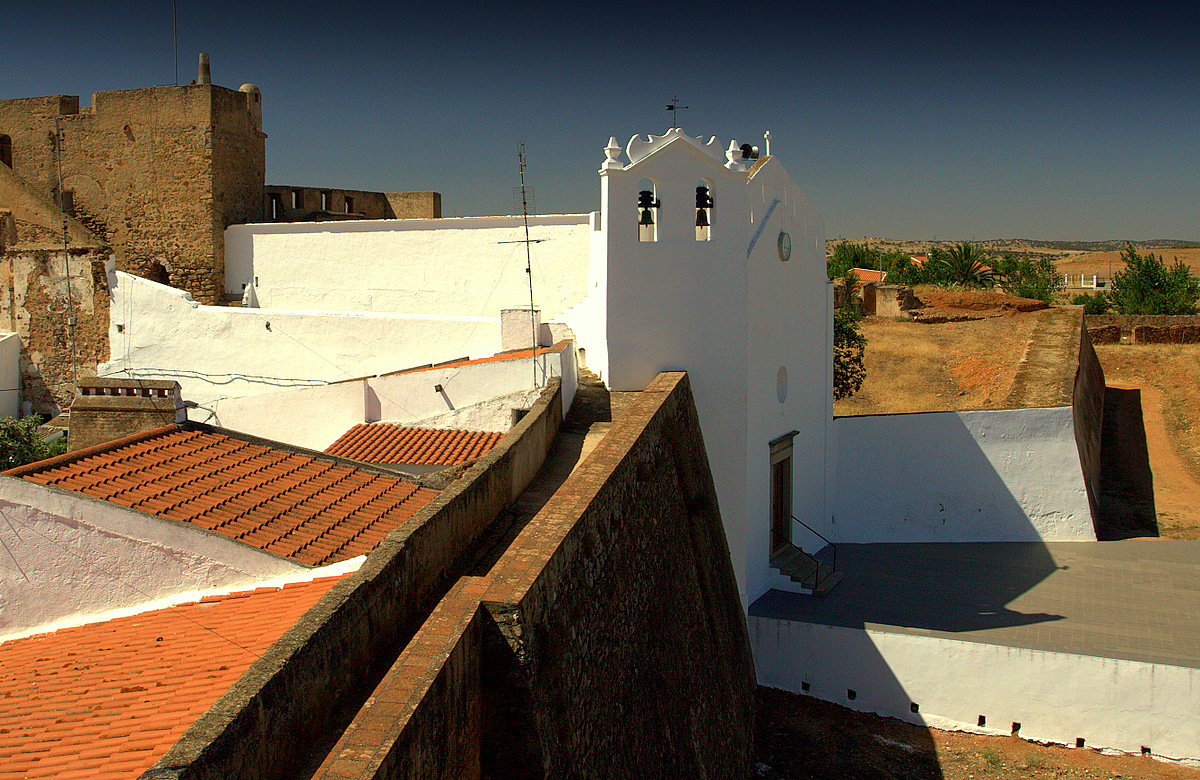
Castelo de Ougela.

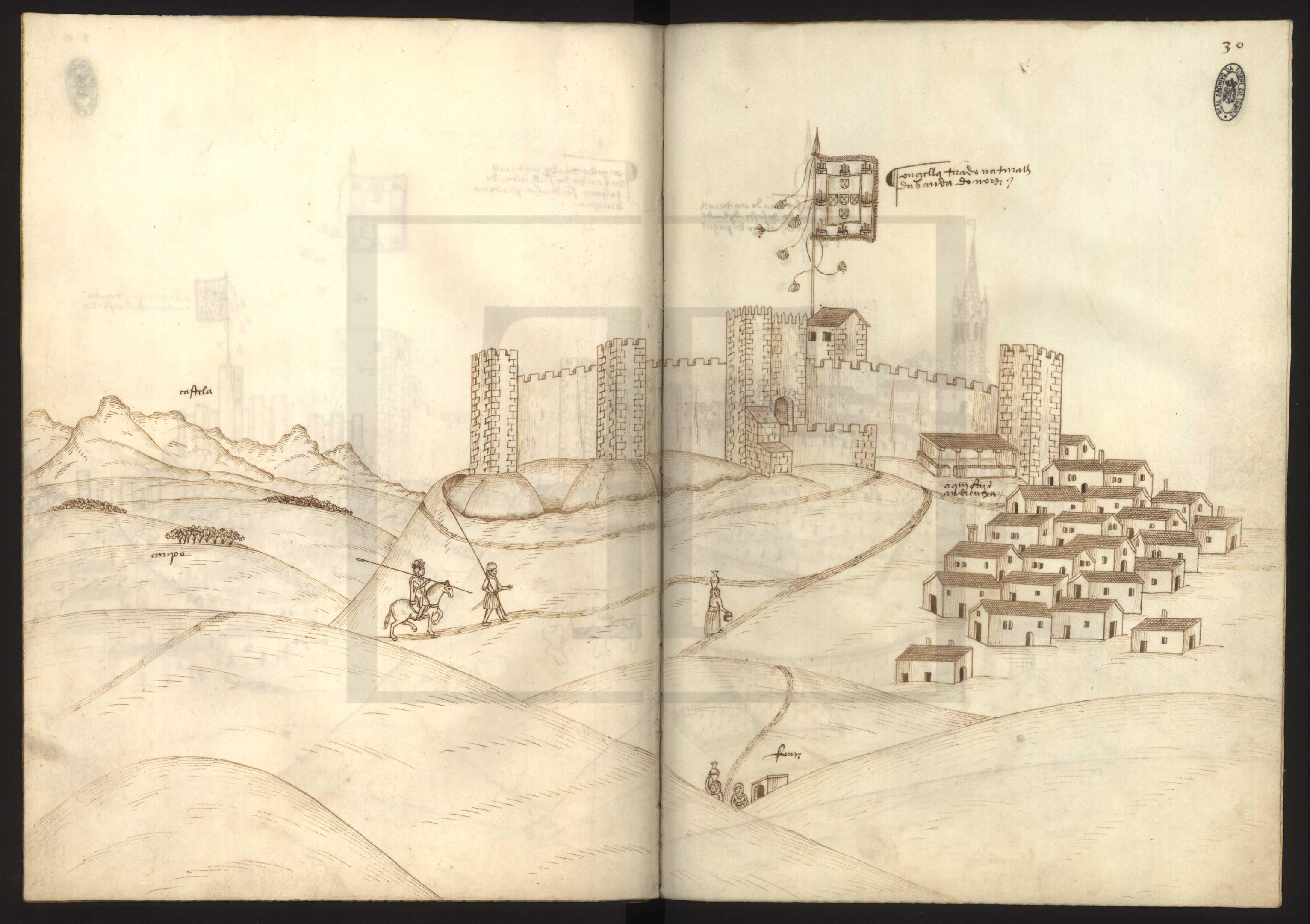
Libro de Fortalezas 30 Ouguela.

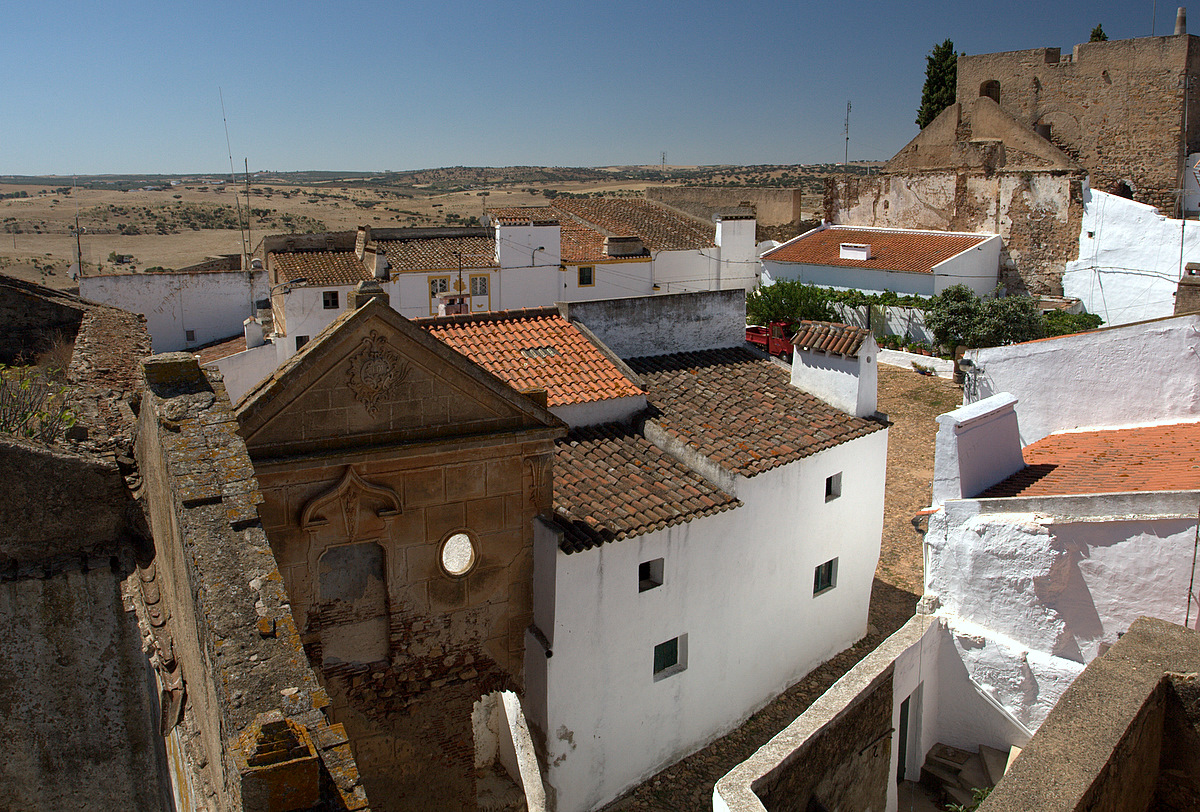
En el castillo de Ouguela

El Castillo de Ouguela, en el Alentejo, se levanta en el casco antiguo de Ouguela, hoy parte de la parroquia de São João Baptista, municipio de Campomayor, distrito de Portalegre, en Portugal.
Elevado sobre un acantilado, el castillo domina la ciudad, en la orilla izquierda de la Ribeira de Abrilongo, cerca de su confluencia con el río Gévora, junto a la raya con España. Reconstruida por  Don Dinis (1279-1325), recibió líneas fortificadas del reinado de   Juan IV (1640-1656). Desde sus muros se ve la fortificación española de Alburquerque. Actualmente integra el  Área Turístico-Promocional de Planícies.

## Historia

### Antecedentes
La ocupación primitiva de su sitio se remonta a un castro prerromano. En la época de la invasión romana de la península ibérica el asentamiento fue designado como Budua. Ocupada por los visigodos, que la llamaron Niguela, fueron sucedidos, a partir del siglo VIII, por los musulmanes, que la habrán fortificado.

### El castillo medieval
En la época de la Reconquista Cristiana de la península ibérica, fue definitivamente conquistada después de 1230 por las fuerzas castellanas y leonesas. Años más tarde, el 28 de mayo de 1255, los buenos hombres del condado de Badajoz donaron Ouguela y otras localidades al Cabido y al Obispo de Badajoz.
Por el Tratado de Alcañices (12 de septiembre de 1297) los dominios de Ouguela y su castillo pasaron a pertenecer a la Corona de Portugal. Al año siguiente,  Don Dinis (1279-1325), con el objetivo de su asentamiento y defensa, le concede una enfiteusis  con muchos privilegios (Lisboa, 5 de enero de 1298), determinando la reconstrucción de sus defensas.
Durante el reinado de  Fernando I, se inicia la construcción de la nueva muralla de la ciudad, obras que continúan bajo el reinado de  Juan I de Portugal (1385-1433). Este último, también con el objetivo de su asentamiento y defensa, concedió a la ciudad el privilegio del couto de homenaje (7 de diciembre de 1420).
En 1475, en el momento de la batalla de Toro, el jefe de Ouguela, João da Silva, y el jefe de la ciudad fronteriza española de Albuquerque, Juan Fernandes Galindo, se enfrentaron en sus proximidades. Ambos perecieron por las heridas recibidas: el español inmediatamente, y el portugués aún sobrevivieron veintiocho días. En 1551, Diogo da Silva, nieto del alcalde de Ouguela, ordenó que se colocara una cruz en el lugar del combate, actualmente en el Museo de Elvas.
Bajo el reinado de  Manuel I, la ciudad y su castillo son citados por Duarte de Armas (Libro de las Fortalezas, c. 1509). El soberano le concedió un Nuevo Foral (Lisboa, 1 de junio de 1512). En ese momento los Cunhas, señores de Tábua, eran sus alcaldes.

### Desde la Guerra de la Restauración hasta nuestros días

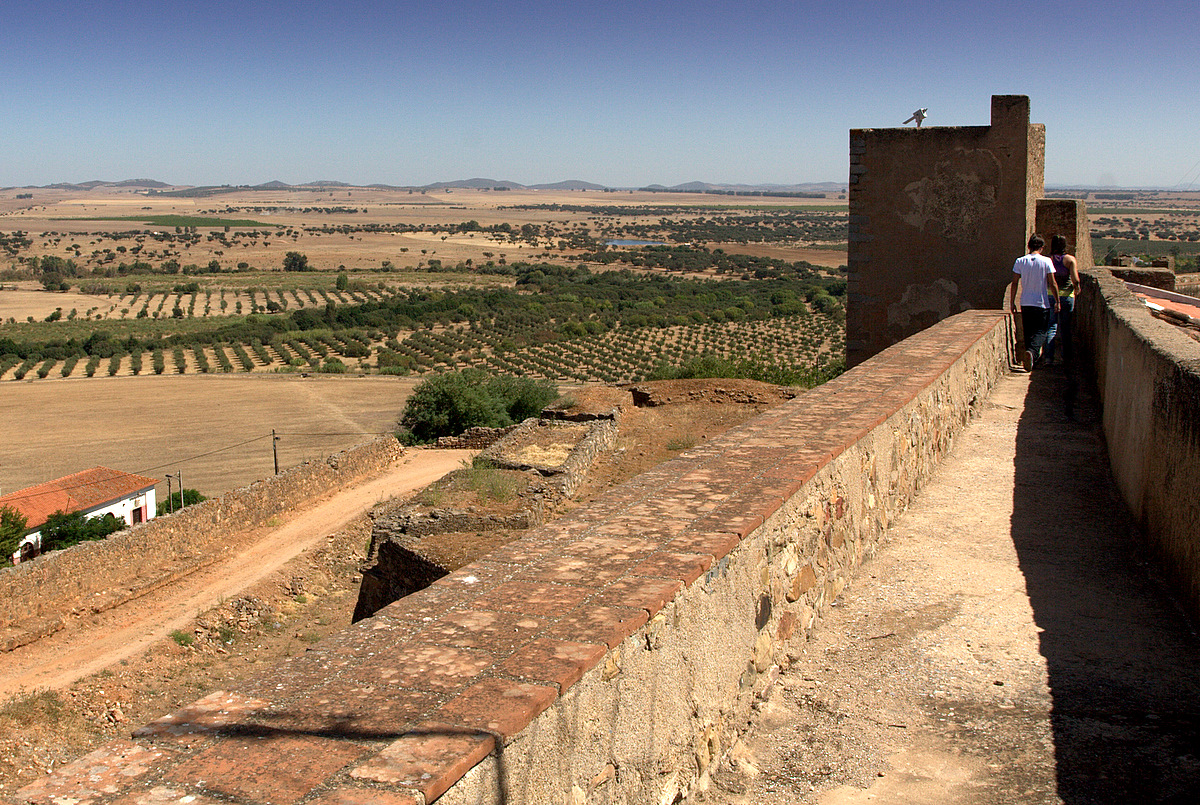
Adarve del castillo de Ouguela

Cuando  la  Restauración de la Independencia de Portugal, el Consejo de Guerra de D. Juan IV (1640-1656) determinó la modernización de sus defensas, que ganaron líneas fortificadas con el diseño del arquitecto francés Nicolau de Langres.
Es de este período el episodio que inmortalizó su defensa, cuando la invasión del Alentejo por una fuerza de 1500 caballeros y 1000 infantes españoles de Badajoz, bajo el mando del Marqués de Torrescusa, en 1644. Para la conquista de Ouguela se ofreció un traidor, João Rodrigues de Oliveira, que habiéndose distinguido en Brasil en la época de la  Dinastía Filipina, alcanzó el rango de sargento mayor. Con la Restauración, regresó a Portugal, donde, en el Alentejo, pasó a los españoles, recibiendo como recompensa el puesto de Maestro de Campo y el de gobernador de Vilar de Rei. El traidor marchó en la plaza portuguesa, frente a seiscientos caballeros y muchos otros elegidos, en la noche del 9 de abril. Entre los portugueses que saqueaban el ganado en el lado español, para la alimentación de las tropas, cuatro soldados de la guranición de Campomayor, al notar el movimiento de las tropas, se escondieron y se mezclaron en la retaguardia de la columna, conociendo los planes del ataque. Usando atajos, llegaron a Ouguela dos horas antes que los atacantes, advirtiendo al gobernador de la plaza, el capitán Pascoal da Costa, dándole tiempo para organizar una defensa apresurada al amanecer. Este oficial contaba con 45 hombres más la gente del pueblo, entre ellos una mujer, Isabel Pereira, que se destacaba, queriendo luchar en las trincheras, como compartiendo pólvora y balas a los soldados; y retirándose al castillo se desacuerdó por algún espacio con la herida que le dieron, hasta que haciéndose él mismo, y viendo que no era peligroso, siguió luchando con brios mayores hasta el final. Los defensores se resistieron al intento de explosión de las puertas del castillo, a los asaltos a las murallas y a las promesas y amenazas que João Rodrigues de Oliveira dirigió al gobernador sitiado, que había sido capitán de escuadrón y servía a sus órdenes en Brasil. Después de tres horas de asalto, los españoles se retiraron dejando escaleras en los muros, veinte muertos en el campo y docenas de heridos.
Durante el siglo XVIII se registró la construcción de un bastión, un medio bastión y un revellin. (1755). Con la defensa así reforzada, bajo el mando del capitán de caballería Brás de Carvalho, la plaza resistió a la nueva invasión española en 1762.
Una planta y perfil de Ouguela, fechada en el período entre 1755 y 1803 muestra la defensa complementada por una  atalaya, fosos y estacadas. En esta última fecha, las lunetas del Cabeço da Forca y del Mártir fueron construidas bajo el mando del Marqués de la Reine, por el Sargento Mayor de Ingenieros Maximiano José da Serra. Aunque se proyectó la recuperación de una de las torres al sur del castillo (1828) y la construcción de una media luna para proteger el acceso al este (1829), la plaza se desmilitarizó en 1840. Más tarde, el sector oeste, definido por las estructuras abaluartadas, comenzó a funcionar como el cementerio del asentamiento.
A principios del siglo XX los ladrillos circulares de las garitas todavía se observaban en los ángulos de la segunda línea defensiva. El conjunto fue clasificado como Propiedad de Interés Público por Decreto publicado el 18 de agosto de 1943.
La intervención del poder público, a través de la Dirección General de Edificios y Monumentos Nacionales (DGEMN), se hizo sentir a través de las campañas desarrolladas en 1976, 1981, 1991 y 1994, que implicaron la consolidación, reparación y restauración del castillo, los baluartes y las zonas internas y de acceso.
Recientemente, los arquitectos Miguel Pedroso de Lima y José Filipe Cardoso desarrollaron un proyecto para salvaguardar y poner en valor el castillo y las fortificaciones de Ouguela, integrando la recuperación, revitalización y puesta en valor de los centros urbanos de Ouguela (Portugal) y Alburquerque (España) y sus respectivas fortificaciones. El proyecto prevé la creación de un área museológica, un núcleo de investigación y documentación, y la implementación de circuitos ecuestres y peatonales con conexión escénica a la fortificación de Albuquerque.

## Características
A 259 metros sobre el nivel del mar, presenta una planta hexagonal irregular, con muros de granito y piedra de esquisto, mezclando elementos de la arquitectura militar medieval (murallas y torres) y moderna (bastiones, escarpas, parapetos, revelines).
La entrada, al norte, consiste en dos torres emparejadas con un arco de medio punto, puerta de arco roto, alcantarilla y sistema de rejilla. Está defendida por una media barandilla con cuatro cañoneras y una barbacana, presentando un orejón derecho para la protección de la puerta de la fortaleza y está defendido por una casamata con siete huecos.
El adarve del castillo medieval, con muros protectores a ambos lados, está completo. Las almenas de las torres y los muros han sido reemplazadas por barbacoas y cañoneras (en la torre del homenaje).
Rodeando el perímetro fortificado, se abre un foso con la reparación de la pista y el camino de ronda.
Varias fortificaciones avanzadas formaban parte de la fortaleza, a saber, las lunetas del Cabeço da Forca, en el sudeste, y No Mártir, en el noroeste.